# Rising Sun (Indiana)
Rising Sun – miasto w Stanach Zjednoczonych, w stanie Indiana, siedziba administracyjna hrabstwa Ohio.